# البرلمانات الوطنية في الاتحاد الأوروبي
البرلمانات الوطنية في الاتحاد الأوروبي هي الهيئات التشريعية للدول الأعضاء في الاتحاد الأوروبي. تمتلك هذه البرلمانات درجة معينة من التأثير المؤسسي الذي تم توسيعه بموجب معاهدة لشبونة ليشمل قدرة أكبر على التدقيق في قانون الاتحاد الأوروبي.

## العلاقات
في الأصل، تم تعيين أعضاء البرلمانات الوطنية كأعضاء في البرلمان الأوروبي. في عام 1979، أجريت أول انتخابات مباشرة، لكن النواب الوطنيون ما زالوا يميلون إلى المشاركة في هذه الانتخابات مما أدى إلى حصولهم على "تفويض مزدوج". مع زيادة عبء العمل على أعضاء البرلمان الأوروبي، انخفض عدد أعضاء البرلمان الأوروبي الذين كانوا أيضًا نوابًا وطنيين، ومنذ عام 2009 تم حظر التفويض المزدوج في جميع الدول الأعضاء.
في عام 1989، أنشأ نواب من البرلمانات الوطنية والبرلمان الأوروبي مؤتمر لجان شؤون المجتمع الأوروبي للحفاظ على الاتصال بين البرلمانات الوطنية وأعضاء البرلمان الأوروبي. يجتمع هذا المؤتمر كل ستة أشهر وقد اكتسب الحق في تقديم مساهمات ودراسة مقترحات بشأن قانون الاتحاد الأوروبي المتعلق بالعدالة والشؤون الداخلية. إلى جانب عن هذا المؤتمر، يتم التعامل مع العلاقات بين البرلمان الأوروبي والبرلمانات الوطنية من خلال مؤتمر الرؤساء. يسعى البرلمان الأوروبي إلى إبقاء البرلمانات الوطنية على اطلاع تام بأنشطة البرلمان الأوروبي وتدعو بعض لجان البرلمان الأوروبي النواب بانتظام لمناقشة المقترحات.
ومع ذلك، فإن مؤتمر لجان شؤون المجتمع الأوروبي نفسه لديه بنية مؤسسية ضعيفة وهو بلا قيادة إلى حد كبير مما يعني أنه من الصعب عليه ممارسة سلطاته. تميل أي استجابة منسقة إلى أن تكون عفوية وذاتية التنظيم.

## الدور والسلطات
نظرًا لأن معاهدة ماستريخت لعام 1993 وسعت صلاحيات الاتحاد الأوروبي لتشمل مجالات العدل والشؤون الداخلية، فقد نصت المعاهدة على أهمية الربط بين البرلمان الأوروبي ونظرائه الوطنيين في إعلان مرفق بالاتفاقية. طلب هذا الإعلان من الحكومات الوطنية ضمان تمرير مقترحات قوانين الاتحاد الأوروبي إلى البرلمانات الوطنية مع إتاحة الوقت الكافي لفحصها من قبلهم وتكثيف الاتصالات بين هؤلاء النواب وأعضاء البرلمان الأوروبي، والتي بدأت مع مؤتمر لجان شؤون المجتمع الأوروبي.
تم تعزيز ذلك بموجب معاهدة أمستردام في بروتوكول ينص على مشاركة جميع وثائق التشاور الخاصة بالمفوضية الأوروبية مباشرة مع البرلمانات الوطنية. ثم أمامهم فترة ستة أسابيع لمناقشة المقترحات التشريعية، بدءًا من نشر الاقتراح حتى يظهر على جدول أعمال مجلس الاتحاد الأوروبي.
وسعت معاهدة لشبونة، التي دخلت حيز التنفيذ اعتبارًا من 1 ديسمبر 2009، دور البرلمانات الوطنية. حيث نصت المعاهدة على الحق في الحصول على المعلومات ومراقبة تفريع السلطة  والتدقيق في سياسات الحرية والعدالة والأمن مع قدرة البرلمان الوطني على نقض الاقتراح، بما في ذلك تعديل المعاهدات والمشاركة في التوسيع والمشاركة بشكل عام في الحوار مع مؤسسات الاتحاد الأوروبي.
إن سلطة البرلمان الوطنية في فرض مبدأ التبعية لها أهمية خاصة. المبدأ هو أنه ما لم يكن لمؤسسات الاتحاد الأوروبي سلطة حصرية، فلن يتم اتخاذ الإجراءات على المستوى الأوروبي إلا إذا كان لها أن تكون أكثر فاعلية من العمل على المستوى الوطني. إذا اعتقد البرلمان الوطني أن هذا المبدأ قد تم كسره، فإن هذا يؤدي إلى إجراء من مرحلتين: إذا وافق ثلث البرلمانات الوطنية على أن الاقتراح يخالف المبدأ، فعلى المفوضية أن تسحبه أو تعدله أو تحافظ عليه. إذا حافظت المفوضية على اقتراحها وواصلت غالبية البرلمانات الاعتراض، فسيتعين على المفوضية أن توضح أسبابها. ومع ذلك، قد تستمر المفوضية في مقترحها لأن هذه السلطة لا تتحدى الدور التشريعي للمجلس والبرلمان الأوروبي. كانت المرة الأولى التي تم فيها الوصول إلى عتبة الاعتراضات البالغة الثالث في عام 2012.
قبل إنفاذ معاهدة لشبونة ، أجرى مؤتمر لجان شؤون المجتمع الأوروبي اختبارات على نظام التبعية لاختبار وتحسين وقت استجابتها لمسألة تابعة. انتهت الاختبارات بمجرد دخول لشبونة حيز التنفيذ وأصبحت ردود البرلمانات الوطنية على المقترحات التشريعية للاتحاد الأوروبي ضئيلة. على الرغم من أن المؤتمر تقني في المقام الأول، فقد بدأ يصبح سياسياً أكثر خاصة منذ معاهدة لشبونة. لقد بدأ في مناقشة المزيد من الأحداث السياسية العامة وقضايا السياسة الخارجية. هناك جدل حول ما إذا كان ينبغي، في الوقت المحدود لاجتماعات مؤتمر لجان شؤون المجتمع الأوروبي، أن يتم مناقشة الموضوعات حيث يكون لها تأثير محدود.

## سياسة الدفاع
مع اندماج اتحاد أوروبا الغربية في سياسة الأمن والدفاع المشتركة للاتحاد الأوروبي، أخذ البرلمان الأوروبي دورًا أكبر. ومع ذلك، تم الإبقاء على جمعية اتحاد أوروبا الغربية ‏ لمحاسبة الأعضاء على المهام العسكرية. نظرًا لأن البرلمان الأوروبي لا يُنظر إليه على أنه كافٍ لتولي هذا الدور، كانت هناك بعض الرغبة في الحفاظ على جمعية اتحاد غرب أوروبا، بدلاً من إلغائها كما يرغب البرلمان الأوروبي. ومع ذلك، مع إنهاء وجود اتحاد أوروبا الغربية (وجمعيته) في عام 2010، كانت هناك مقترحات لضمان أن تعاون الاتحاد الأوروبي بين البرلمانات الوطنية تولى دوره بشكل غير رسمي من خلال الاجتماعات المنتظمة للنواب الوطنيين المهتمين بالدفاع. تدعو معاهدة لشبونة مؤتمر لجان شؤون المجتمع الأوروبي إلى إنشاء هيئة للتدقيق في السياسة الخارجية والدفاعية الأوروبية؛ لكن لم يتم التوصل إلى اتفاق.

## الاختلافات

برلمان وحيد الغرفة
برلمان من مجلسين

هناك عدد من الاختلافات بين البرلمانات الوطنية للدول الأعضاء، بسبب التطور التاريخي المتنوع لكل دولة. يوجد في 15 دولة لديها برلمانات وحيدة الغرفة، ويختار الباقون أنظمة برلمان من مجلسين .
يتم دائمًا اختيار نواب الغرفة الأدنى من البرلمان بانتخابات مباشرة، في حين يمكن انتخاب الغرفة الأعلى مباشراً (على سبيل المثال، مجلس الشيوخ في بولندا) أو منتخب بشكل غير مباشر، على سبيل المثال، من قبل الهيئات التشريعية الإقليمية (مثل المجلس الاتحادي للنمسا) أو غير منتخب ولكنه يمثل مجموعات مصالح معينة (مثل مجلس سلوفينيا الوطني).
علاوة على ذلك، فإن معظم الدول هي ديمقراطيات برلمانية، وبالتالي يتم اختيار السلطة التنفيذية من البرلمان. ومع ذلك، في بعض الحالات يتم اتباع نظام شبه رئاسي وبالتالي هناك انتخابات منفصلة لرئيس الحكومة والبرلمان، مما يؤدي إلى مزيد من الانقطاع، والمزيد من الاستقلال بين فرعي الحكومة. وبالإضافة إلى ذلك فإن قبرص هي الوحيدة التي تتبع نظامًا رئاسيًا بالكامل.

## أنظر أيضا
- البرلمان الأوروبي
- عضو البرلمان الأوروبي
- قائمة الهيئات التشريعية حسب الدولة